# كارولا سميت
كارولا سميت (بالهولندية: Carola Smit)‏ هي مغنية هولندية، ولدت في 1 سبتمبر 1963.

## وصلات خارجية
- الموقع الرسمي
- كارولا سميت على موقع IMDb (الإنجليزية)
- كارولا سميت على موقع ميوزك برينز (الإنجليزية)
- كارولا سميت على موقع ديسكوغز (الإنجليزية)
- كارولا سميت على موقع قاعدة بيانات الفيلم (الإنجليزية)
- كارولا سميت على موقع كينوبويسك (الروسية)